# 임영진
임영진(林永鎭, 1960년 11월 2일 ~ )은 대한민국의 금융인이다. 신한은행 부행장, 신한금융지주 부사장을 거쳐 현재는 신한카드 대표이사 사장이다.

## 학력
- 1979년 2월 : 수성고등학교
- 1986년 2월 : 고려대학교 경영학 학사

## 경력
- 1986년 2월 : 신한은행 입행
- 2003년 3월 : 신한은행 오사카 지점장
- 2011년 1월 : 신한은행 전무(부행장보)
- 2013년 1월 : 신한은행 부행장
- 2016년 1월 : 신한금융지주 부사장
- 2017년 3월~ 현재 : 신한카드 대표이사 사장